# Heliocarya
Heliocarya es un género monotípico de plantas con flores perteneciente a la familia Boraginaceae. Su única especie: Heliocarya monandra, es originaria de Irán.

## Taxonomía
Heliocarya monandra fue descrita por Alexander von Bunge y publicado en Heliocarya 4. 1871.
Sinonimia
- Caccinia monandra (Bunge) I.M.Johnst.